# 夏涛
夏涛（1962年8月—），安徽滁州人，汉族，中华人民共和国政治人物、第十一届全国政协委员。
加入中国国民党革命委员会，担任十一届全国政协常务委员、民革中央常委、安徽省委主委。2008年，当选第十一届全国政协常务委员，代表中国国民党革命委员会，分入第三组。。2012年2月补选夏涛为政协副主席。2018年1月，当选第十三届全国政协委员。2019年5月，担任安徽农业大学校长。